# Ligne de Sainte-Pazanne à Pornic
La ligne de Sainte-Pazanne à Pornic est une ligne de chemin de fer régionale française, à voie unique et écartement normal, qui relie les gares de Sainte-Pazanne et Pornic. Elle constitue un embranchement de  l'axe en partie déclassé de Nantes-État à La Roche-sur-Yon par Sainte-Pazanne.
Elle constitue la ligne 536 000 du réseau ferré national.

## Histoire

### Chronologie
- 11 septembre 1875 : ouverture par la Compagnie des chemins de fer nantais (CFN) de la ligne depuis Nantes
- 25 mai 1878 : l'État nationalise par décret la CFN à la suite de ses difficultés financières : elle est remplacée par l'Administration des chemins de fer de l'État[1]
- 1940 : première fermeture de la ligne qui sera rouverte à la fin de la guerre
- Septembre 1970 : fermeture de la ligne en période hivernale
- 1er octobre 2001 : réouverture de la ligne à l'année
- 2010 : modernisation de la signalisation (mise en service du BAPR)[2]
- 2015 : relèvement de la vitesse à 140 km/h après modernisation intégrale de la voie[2]

### Genèse
Un chemin de fer « de Nantes à Paimbœuf, à Pornic et à Machecoul », dont la section de Sainte-Pazanne à Pornic constitue une partie, est concédée par trois conventions signées les 5 janvier 1870, 21 décembre 1871 et 23 mars 1872 entre le conseil général de la Loire-Inférieure et François Briau. Ce chemin de fer est déclaré d'utilité publique, à titre d'intérêt local, par un décret le 5 août 1872.
La ligne est incorporée dans le réseau d'intérêt général par une loi le 18 mai 1878. Cette même loi approuve la convention signée le 26 avril 1877 entre le ministre des Travaux publics et la Compagnie des chemins de fer nantais pour le rachat par l'État du réseau de la compagnie à la suite des difficultés financières de cette dernière.

### Modernisations
En 2010, le système d'exploitation de voie unique à signalisation simplifiée (VUSS) avec cantonnement assisté par informatique (CAPI) est remplacée par le block automatique à permissivité restreinte (BAPR) de régime de voie banalisée par compteurs d'essieux.
Le 4 novembre 2013, la vitesse limite est abaissée de 80 à 60 km/h sur toute la ligne en raison du mauvais état de la voie,. En conséquence, la ligne est fermée le 1er septembre 2014 afin de permettre la réalisation de travaux de rénovation. Ces travaux consistent à refaire entièrement la voie (rails, traverses et ballast, certaines portions datant de 1897 et 1905) et améliorer la signalisation. Des passages à niveaux seront supprimés et d'autres, non gardés, seront automatisés. Ces travaux devaient s'achever le 4 juillet 2015 mais deux semaines avant cette date, la SNCF annonce que la réouverture est reportée de deux mois en raison de malfaçons électriques sur la signalisation ferroviaire et les passages à niveau, liées à une faiblesse du pilotage du chantier. Ce report prive la station balnéaire de Pornic de desserte ferroviaire durant la saison touristique, ce qui provoque de nombreuses réactions indignées d'élus et d'usagers,,. La réouverture a finalement eu lieu le 30 août 2015,. La traversée de la gare de Sainte-Pazanne peut désormais se faire sans arrêt, à 30 km/h (suppression de « l'arrêt général »), permettant une meilleure fluidité du trafic, même si les trains de voyageurs continuent tous à s'y arrêter. La vitesse de la ligne est relevée à 140 km/h le 15 décembre 2015.

## Infrastructure

### Signalisation
Le block automatique à permissivité restreinte (BAPR) de régime de voie banalisée par compteurs d'essieux équipe la ligne depuis 2010,. Il n'y a pas de gare intermédiaire  de croisement : les trains ne peuvent se croiser qu'à la gare de bifurcation de Sainte-Pazanne ou à la gare terminus de Pornic. Ces gares ne sont pas télécommandées et nécessitent donc la présence d'un agent dans chacune d'elles pour permettre la circulation des trains sur la ligne. La ligne est divisée en deux cantons, dont la limite entre les deux se trouve de part et d'autre de la gare de Bourgneuf-en-Retz. Des mesures conservatoires sont cependant prises dans cette gare pour créer ultérieurement un évitement,.

### Vitesses limites
En 2022, la vitesse est limitée à 140 km/h pour les AGC et les X 73500 en sens impair,.

## Exploitation

### Relations commerciales
La ligne est utilisée par des TER Pays de la Loire assurant le service de la ligne no 10 Nantes — Sainte-Pazanne — Pornic. Les trains desservent systématiquement toutes les gares de la ligne.
La ligne ne sert qu'au trafic voyageurs ; aucun service Fret n'a lieu.

### Matériel engagé
Jusqu'à la fin des années 2000, le service était assuré par les X 4630 en livrée « Ambulance ».
Avec la régionalisation et l'apparition des matériels TER plus modernes, ce sont désormais les X 73500 et les X 76500 qui assurent le trafic.[réf. nécessaire]

## Projet
La ligne ferait actuellement l'objet d'étude de faisabilité, concernant la mise en place d'une desserte en tram-train d'ici quelques années ; elle nécessiterait notamment l'électrification de la ligne. 
Cependant, il semblerait que le projet de tram-train soit abandonné car celui-ci coûterait trop cher et ne serait pas approprié pour l'exploitation de la ligne.